# Leucosyrinx canyonensis
Leucosyrinx canyonensis es una especie de molusco gasterópodo de la familia Turridae.

## Distribución geográfica
Se encuentra  en Nueva Zelanda.